# 氷川神社 (川口市鳩ヶ谷本町)

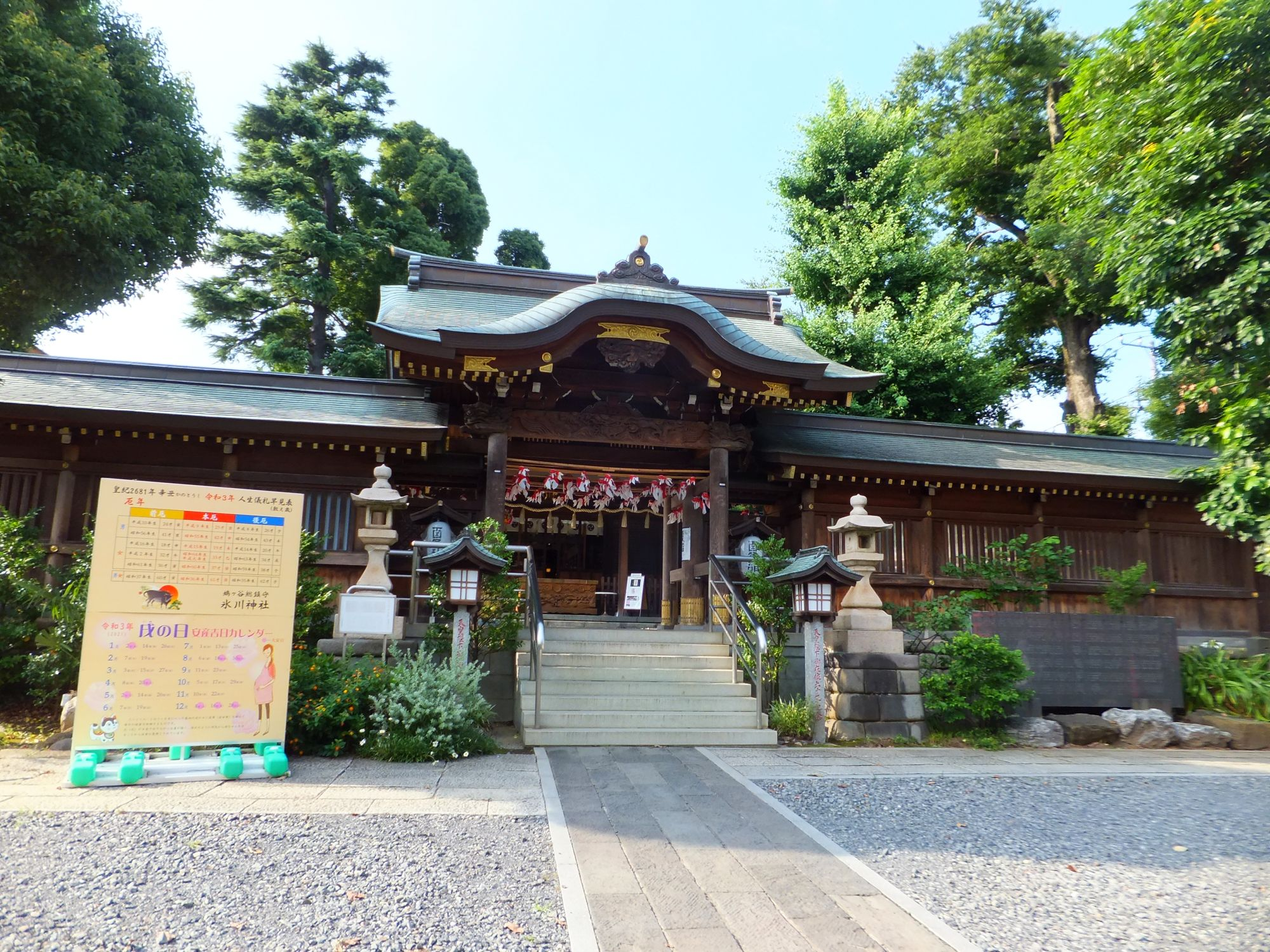
神門

氷川神社（ひかわじんじゃ）は、埼玉県川口市鳩ヶ谷本町にある神社。地名を冠して鳩ヶ谷氷川神社（はとがやひかわじんじゃ）とも。

## 歴史
1394年（応永元年）に創建された。鳩ヶ谷宿・里村・辻村の総鎮守であった。1600年（慶長5年）、徳川家康が会津征伐の途上、当社で休憩をとったという。
1709年（宝永6年）に神祇管領長上吉田家より正一位に叙せられた。また当社は別当寺制を採らず、根津権現の配下となっている。
1873年（明治6年）、近代社格制度に基づく「村社」に列せられ、明治末期からの神社合祀により、周辺の18神社が合祀された。

## 文化財
- 御宮地絵図面（川口市指定有形文化財 昭和55年8月7日指定）[3]
- 須賀神社神輿（川口市指定有形文化財 昭和58年4月1日指定）[4]

## 交通アクセス
- 鳩ヶ谷駅より徒歩5分
- 国際興業バス 蕨03・西川01・西川04・赤20・赤21 「鳩ヶ谷本町一丁目」下車 徒歩1分